# 陸燧
陸燧（16世紀—17世紀），字以時，號渭源，南直隸松江府上海縣人，明朝政治人物。

## 生平
陸燧曾祖陸與成，祖父陸志孝，父親陸萬春，母親周氏，繼母王氏，早年出身縣學生，以《詩經》中萬曆三十一年（1603年）應天府鄉試第一百十一名舉人，三十八年（1610年）會試中式第九名，成三甲進士，獲授東安知縣。當時東安水患幾乎淹城，他齋戒祈禱後水患消退，又不論富貧都只以六限收取賦稅，不另外索取一錢，人民因此生活安定；其後他多次為陰天、風雪、旱災祈禱，每次完成後災異都消退，人們稱為神君。他審理案件平恕，顧念人民愚鈍而寬恕罪行，同時設立義倉學田義田，振興學校講述經史；兩年後他在京察報最，改任順德知縣，離任時父老爭相奔走挽留，月多以後才能出發，東安人為他建祠立碑，入祀名宦祠。
之後陸燧再調任遵化知縣，天啟年間入朝任職兵部主事，二年（1622年）因在武會試犯錯遭奪俸三月；崇禎時歷任涿州知州、滄州僉事，明朝滅亡後不再出仕。

## 引用
1. 1 2  同治《上海縣志·卷十五·選舉表》：。
2. ↑  《萬曆三十八年庚戌科進士登科錄》：陸燧 貫直隸松江府上海縣民籍，縣學生，治《詩經》，字以時，行一，年二十四，七月十七日生。曾祖與成，祖志孝，父萬春，母周氏，繼母王氏，重慶下，弟璉、【王遺】、綖、埏，娶翟氏。應天府鄉試第一百十一名，會試第九名。
3. ↑  同治《上海縣志·卷十五·選舉表上》：（萬曆）三十一年癸卯科解元王納諫……陸燧 見進士……三十八年庚戌科韓敬榜 陸燧 字以時，涿州知州，崇禎癸未起補滄州道僉事，未任。
4. ↑  光緒《順天府志》·卷七十三·官師志二：陸燧 東安李志，字渭源，松江上海人，進士 馮銓《渭源陸公生祠去思碑》，萬厤四十五年東安知縣 東安李志，下車時城不沒者數版，燧齋而與河盟，河殺其怒，遂別汗邪，毆窶之豐嗇，分六限以佐官輸，惟正之外不索一錢，而民乃安堵。已而禱霽禱雪禱旱，肸蠁輒應，人嘖嘖呼神君；聽決平恕，常念民愚，苟拘文為鉗綱自新，謂：「何清境射，則豪猾不敢侵；牟立平準，則駔𩦱不敢低昂。」馬政鹾政，學田義田，義倉儲穀七百，既殫厥心鑄人才，振學校陳說經史 祠碑，教無不興 東安李志，不設涯岸而守正㠯行，亦不為汜之習。戴星衝泥不遑啟處，甫二稔吏憚民懷，上計稱最遷去，父老子弟奔走號呼，浹月不得發，建祠立碑 祠碑 入名宦 東安李志。
5. ↑  咸豐《順德縣志·卷九·職官表一》：知縣……陸燧 直隸上海人，（萬曆）四十六年任，進士
6. ↑  《明熹宗悊皇帝實錄·卷九》：（天啟元年四月庚辰）山東道御史傅宗龍願募兵自效，并薦兵部主事陸燧、工部郎中趙琦、主事楊師孔同往章下所司。
7. ↑  《明熹宗悊皇帝實錄·卷二十七》：（天啟二年十月甲子）先是知武舉官兵部左侍郎張經世等填榜對號，見中式武舉吳自明號簿內註曵白二字疑有情弊，具疏發姦，得旨付法司嚴究。既而法司會審，并取自明覆試無異，乃知曵白者為斥去武舉周自邵，彌封主事陸燧編號誤也，因具疏引咎為自明昭雪，且言陸燧亦當任過。得旨吳自明准照原中式名次敘用，陸燧奪俸三月。